# Terebratúlides

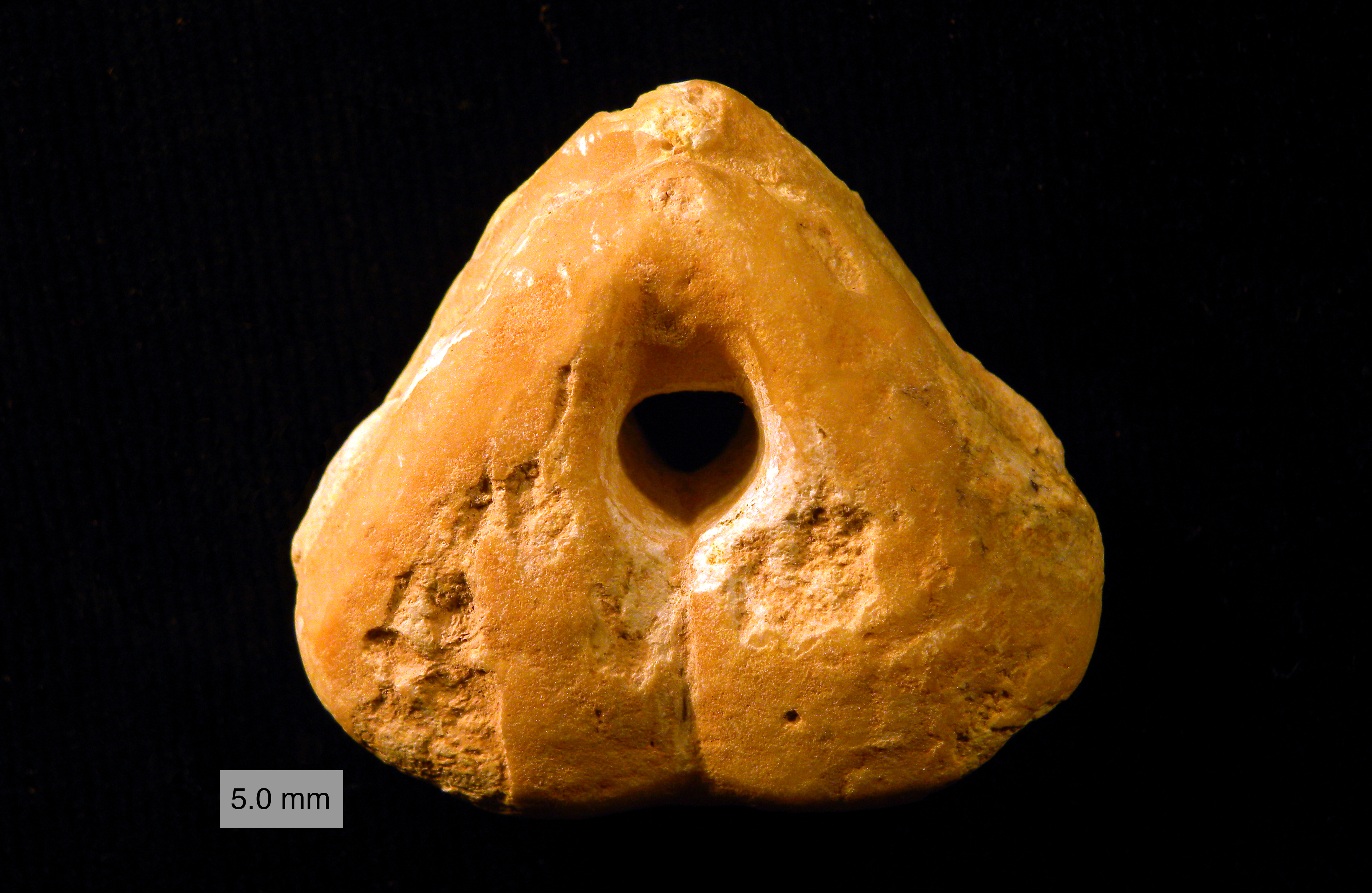
Pygites diphyoides (d'Orbigny, 1849) de l'Hauterivià (Cretaci) de Cehegin, Múrcia.

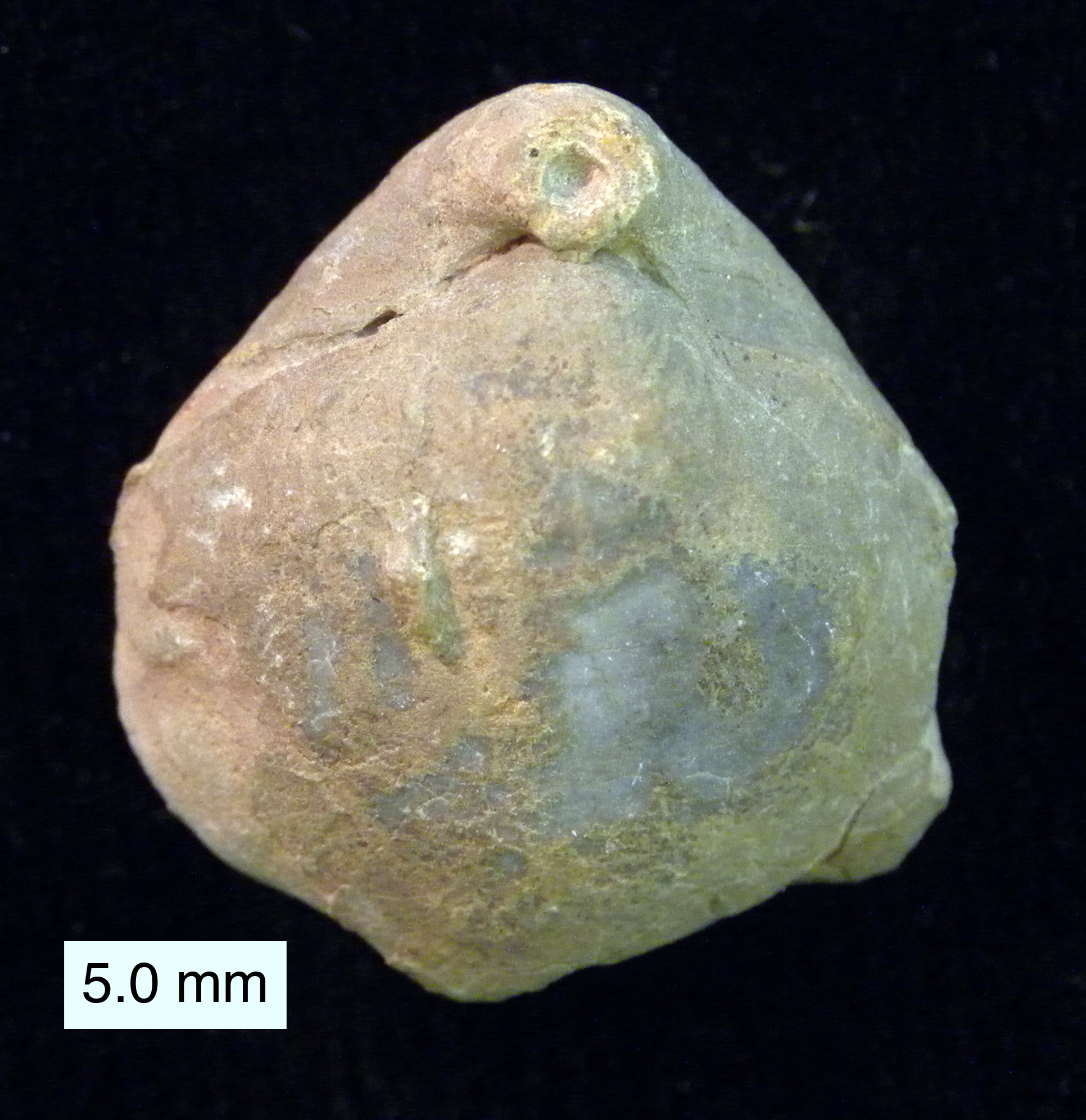
Coenothyris oweni de l'Anisià a Israel.

Els terebratúlides (Terebratulida) són un dels tres únics ordres que encara viuen de braquiòpodes articulats. Els altres ordres són els Rhynchonellida i els Thecideida. Craniida i Lingulida inclouen braquípodes que encara viuen, però són inarticulats. El nom, Terebratula, potser deriva del llatí "terebra", que significa "perforador".
Els terebratúlids típicament tenen conquilles biconvexes que normalment són ovoides a circulars en la línia exterior.
Els terebratúlids poden haver evolucionat a partir dels Atrypida durant el Silurià.

## Classificació
- Subordre Terebratellidina
  - Superfamília Kraussinoidea
  - Superfamília Laqueoidea
  - Superfamília Megathyridoidea
  - Superfamília Platidioidea
  - Superfamília Terebratelloidea
    - Família Dallinidae
    - Família Ecnomiosidae
    - Família Terebratellidae
    - Família Thaumatosiidae

  - Superfamília Zeillerioidea
  - Superfamília Bouchardioidea
  - Superfamília Gwynioidea
  - Superfamília Kingenoidea
  - Superfamília Incertae sedis
    - Família Tythothyrididae
- Subordre Terebratulidina
  - Superfamília Cancellothyroidea
    - Família Cancellothyrididae
    - Família Chlidonophoridae
    - Família Cnismatocentridae

  - Superfamília Dyscoloidea
  - Superfamília Terebratuloidea
    - Família Gryphidae
    - Família Tichosidae
    - Família Terebratulidae

Superfamílies extintes
- - Superfamília Dielasmatoidea †
  - Superfamília Cryptonelloidea †
  - Superfamília Loboidothyridoidea †
  - Superfamília Stryingocephaloidea †